# Schwarzkopftamarin
Der Schwarzkopftamarin (Leontocebus illigeri, Syn.: Hapale illigeri, Saguinus illigeri) ist eine Art aus der Familie der Krallenaffen (Callitrichidae) die im nordöstlichen Peru vorkommt. Das relativ kleine Verbreitungsgebiet liegt in der peruanischen Region Loreto südwestlich von Iquitos und wird im Norden vom Río Marañón, im Westen vom Río Huallaga und im Osten vom Río Ucayali begrenzt.

## Merkmale
Der Schwarzkopftamarin erreicht eine Kopf-Rumpf-Länge von etwa 20 cm, hat einen ca. 31 cm langen Schwanz und ein Durchschnittsgewicht von 293 g. Das schwarze Rückenhaar ist für einen Krallenaffen relativ kurz und grau sowie rötlich oder ockerfarben marmoriert. Der Kopf ist schwarz, der Bereich um Mund und Nase grau. Die Außenseiten der Arme sind kastanienbraun, der Bauch, die Beine und die Innenseiten der Arme sind rötlich-orange. Die Oberseite von Händen und Füßen sind schwärzlich, oft mit einem rötlichen Einschlag. Der Schwanz ist schwarz, die Schwanzbasis rötlich. Die äußeren Geschlechtsteile sind schwarz.

## Lebensraum und Lebensweise

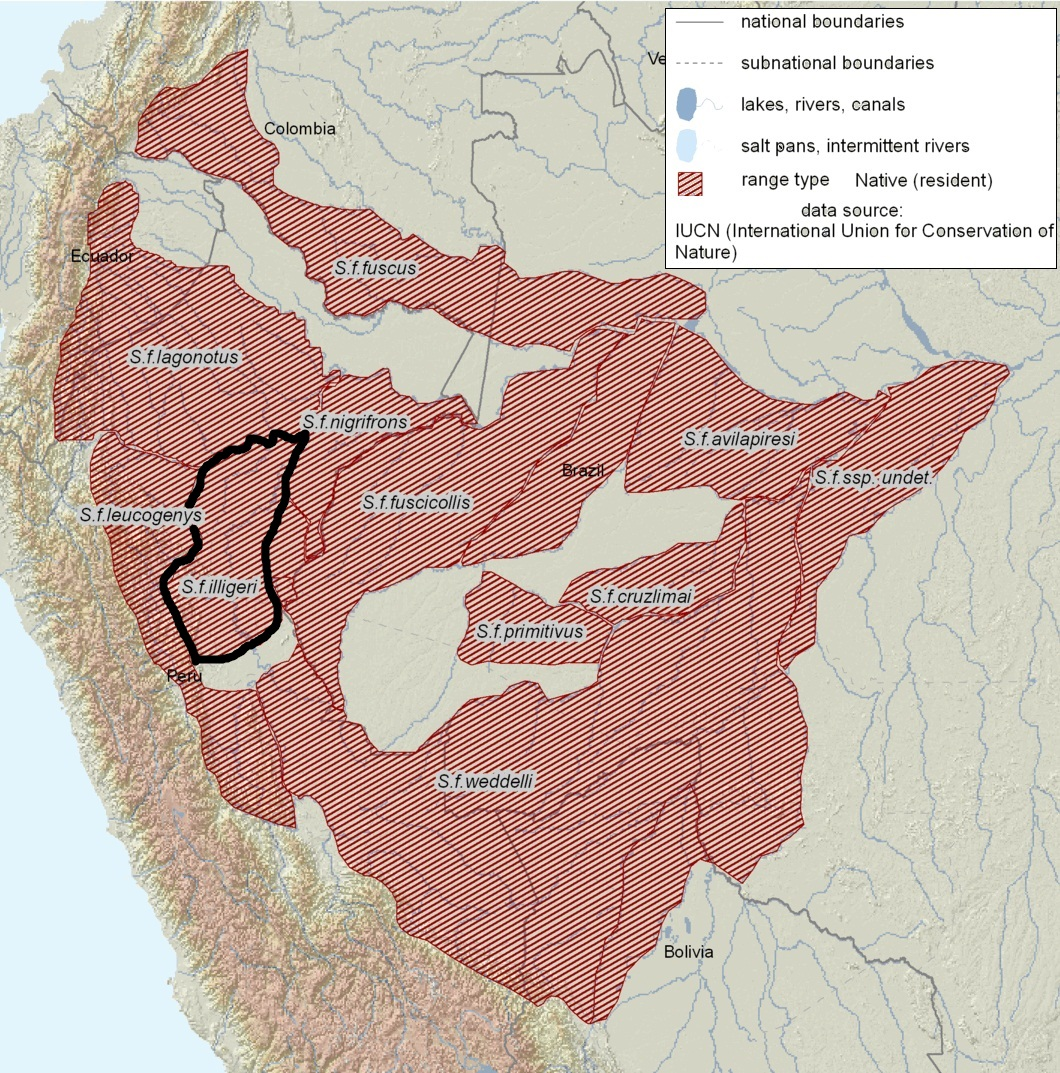
Im schwarzen Rahmen das Verbreitungsgebiet des Schwarzkopftamarins

Der Schwarzkopftamarin ist anpassungsfähig und kommt in primären und sekundären Tieflandregenwäldern, sowie in periodisch überfluteten Várzeawäldern vor, bevorzugt aber Sekundärwälder mit dichter Vegetation, wo er sich vor allem nahe dem Boden in Höhen von wenigen Metern aufhält. Nach dem Bolivianischen Totenkopfaffen (Saimiri boliviensis) und dem Roten Brüllaffen (Alouatta seniculus) sind sie in ihrem Verbreitungsgebiet die dritthäufigste Affenart. Sie leben in Familiengruppen, die aus einem dominanten, sich allein fortpflanzenden Weibchen, einem oder mehreren Männchen und den Jungtieren der letzten zwei Geburten bestehen. Die durchschnittliche Gruppengröße liegt bei 6, die durchschnittliche Größe des von einer Gruppe bewohnten Territoriums bei etwa 16 ha. Im Durchschnitt sind die Tiere 12 Stunden am Tag aktiv, beginnend mit dem Sonnenaufgang bis zum Sonnenuntergang. Regenschauer am Nachmittag können die Tagesaktivitäten früher beenden. Von 8:00 bis 10:00 und um die Mittagszeit ruhen die Affen normalerweise. Als Schlafplätze dienen Astgabeln oder ein dichtes Gewirr aus Kletterpflanzen in den mittleren oder unteren Schichten der Wälder. Etwa 45 % ihrer Zeit verbringen Schwarzkopftamarine mit der Suche nach tierischer Nahrung, 15 % mit dem Suchen und Fressen pflanzlicher Nahrung und ca. 30 % mit Ruhen und Fellpflege.
Zu den bekannten Beutegreifern, die Jagd auf den Schwarzkopftamarin machen, gehören verschiedene Greifvögel, Falken und die marderähnliche Tayra (Eira barbara).

## Ernährung

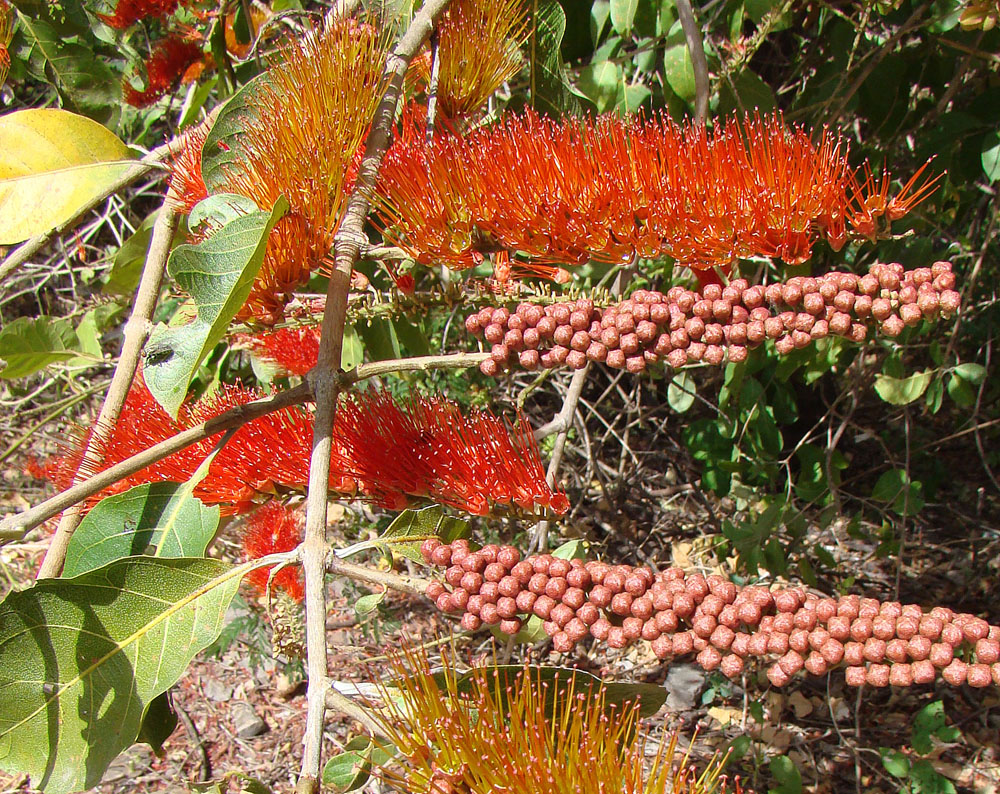
Combretum fruticosum ist ein wichtiger Nektarlieferant für den Schwarzkopftamarin
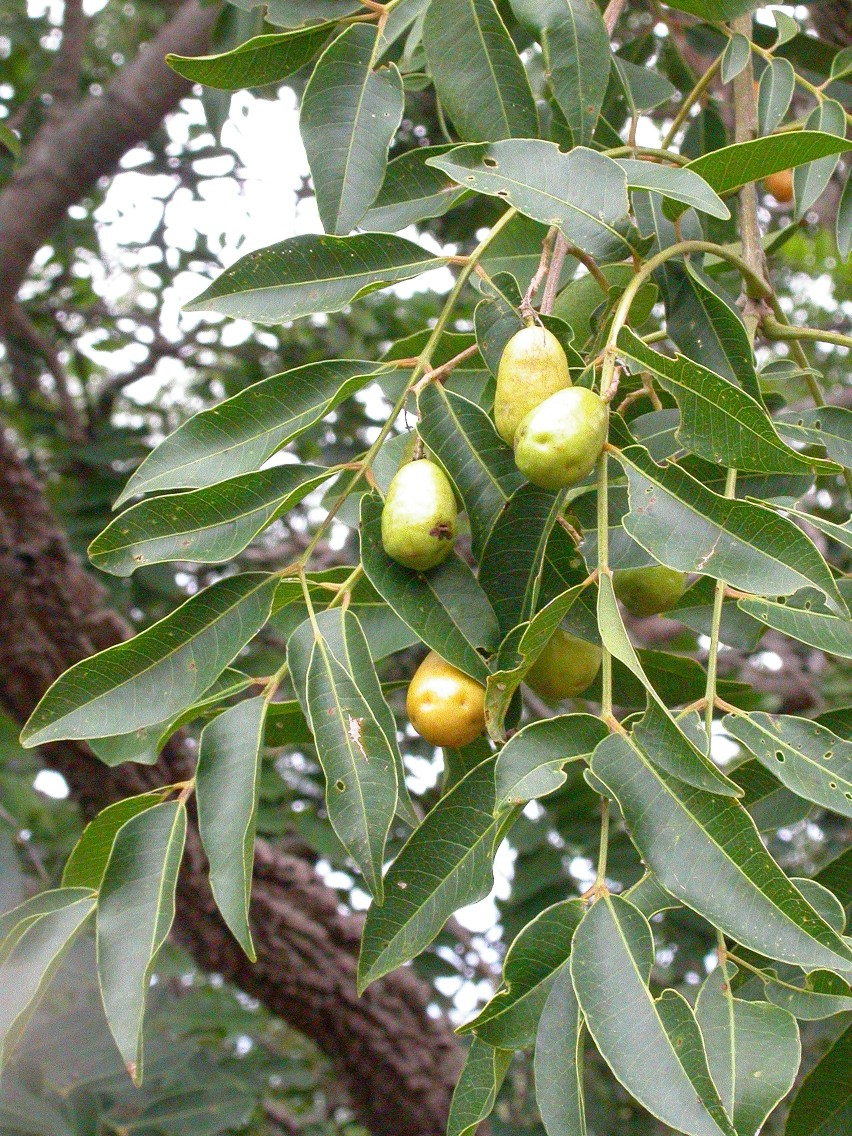
Der Milchsaft von Spondias mombin ist in der Trockenzeit wichtig
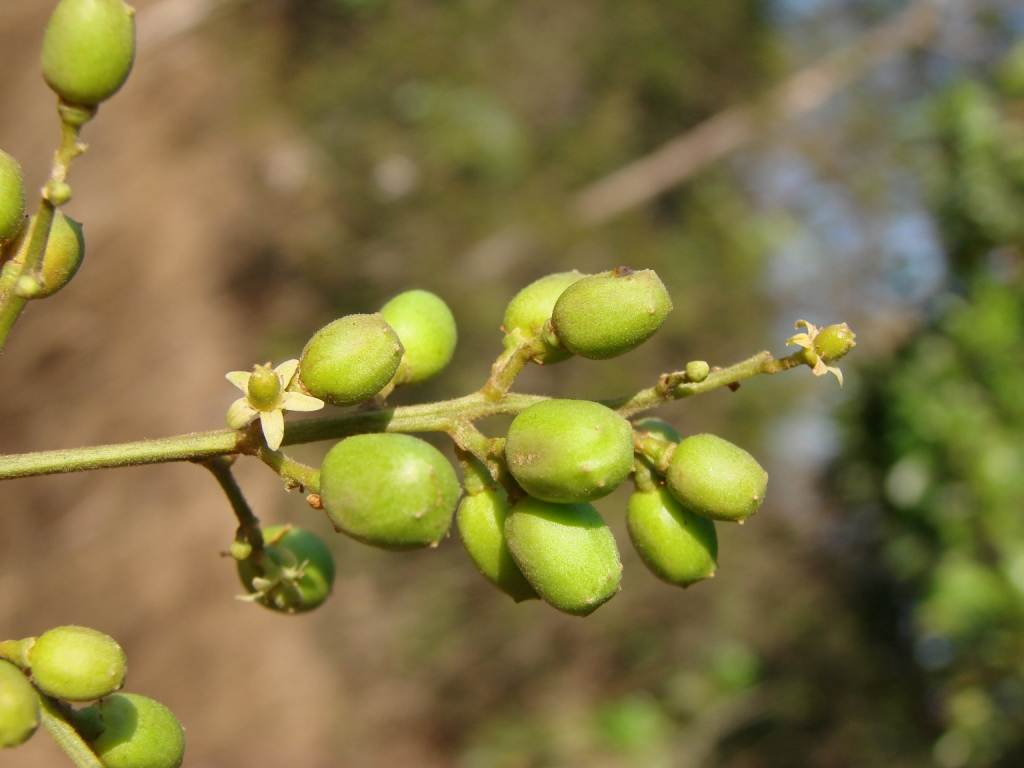
Die Früchte von Tapirira guianensis werden vor allem zur Mitte der Regenzeit verspeist
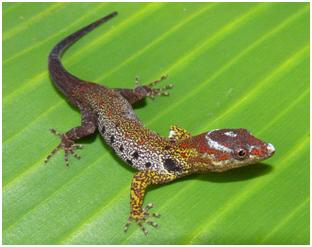
Der Gecko Gonatodes humeralis gehört zu den am meisten erbeuteten kleinen Wirbeltieren

Schwarzkopftamarine ernähren sich von Früchten, Blüten, Pflanzensäften, Honig, Insekten und kleinen Wirbeltieren. Fast das ganze Jahr über sind Früchte die wichtigste Nahrung. Fast 60 Pflanzenarten wurden bisher als Nahrungslieferanten der Tiere identifiziert. Nur im September, auf dem Höhepunkt der Trockenzeit werden Baumsäfte wichtiger. An wichtigen Nahrungsbäumen kommt es zu aggressiven Interaktionen mit Nahrungskonkurrenten wie dem Weißbrusttukan (Ramphastos tucanus), dem Braunohrarassari (Pteroglossus castanotis) und dem Tüpfelguan (Ortalis guttata). Das Nordamazonische Rothörnchen (Sicurus igniventris) wird dagegen meist ignoriert. Als tierische Nahrung werden Heuschrecken, Zikaden, Schmetterlinge, Motten, Larven, Spinnen, Frösche und Echsen verspeist. Die Tiere werden oft in Baumhöhlen oder Astlöchern erbeutet. Um ihren Flüssigkeitsbedarf zu decken, lecken sie regennasse Blätter ab oder tunken ihre Hand in mit Wasser gefüllte Baumhöhlen um sie anschließend abzulecken.

## Fortpflanzung
Schwarzkopftamarine pflanzen sich das ganze Jahr über fort, etwa 70 % der Jungtiere werden jedoch zwischen Dezember und März (vom Beginn bis zur Mitte der Regenzeit) geboren, wenn das Nahrungsangebot am besten ist. Der Abstand zwischen den Geburten beträgt 6 bis 15 Monate, meist sind es 8 bis 9 Monate.

## Systematik
Der Schwarzkopftamarin wurde 1845 durch den französischen Zoologen Jacques Pucheran als Hapale illigeri beschrieben, später jedoch als Unterart dem Braunrückentamarin (Leontocebus fuscicollis) zugeordnet. Heute gilt er wie viele andere ehemalige Unterarten des Braunrückentamarins als eigenständige, monotypische Art. In der Umgebung von Moyobamba hybridisiert der Schwarzkopftamarin mit dem Anden-Sattelrückentamarin (L. leucogenys).